# Nina (Paola & Chiara)
Nina è un singolo del duo musicale italiano Paola & Chiara, pubblicato nel 1998 come terzo estratto dal secondo album in studio Giornata storica.

## Descrizione
Il brano, terzo e ultimo singolo estratto dal secondo album in studio del duo milanese, è stato scritto dalle stesse Paola & Chiara e prodotto da Massimo Luca. Per la canzone non è stato prodotto alcun video musicale.

## Tracce
CD singolo
1. Nina – 3:47
2. Soldati – 4:13